# José Estrada
José Estrada (né le 11 octobre 1938 à Mexico - décédé le 23 août 1986 à Mexico) est un acteur, réalisateur et scénariste de cinéma mexicain.

## Biographie
En 1986, José Estrada travaille sur le long métrage Mariana, Mariana, qu'il doit initialement réaliser. Mais il décède le 23 août 1986 d'un arrêt cardiaque. Le scénario, adapté d'un roman de José Emilio Pacheco, est achevé par Vicente Leñero. La réalisation du film est confiée à Alberto Isaac qui remporte l'Ariel d'Or en 1988. Un Ariel posthume est attribué à Estrada, symbolisant par là même la reconnaissance de sa carrière.

## Filmographie

### Comme réalisateur
- 1971 : Siempre hay una primera vez (segment Rosa)
- 1971 : Para servir a usted
- 1972 : Cayó de la gloria el diablo
- 1972 : Los cacos
- 1973 : Chabelo y Pepito contra los monstruos
- 1973 : Uno y medio contra el mundo
- 1973 : El profeta Mimi
- 1974 : Chabelo y Pepito detectives
- 1974 : El primer paso... de la mujer
- 1975 : Recodo de purgatorio
- 1975 : La China
- 1975 : El albañil
- 1977 : Maten al león
- 1979 : Los indolentes
- 1981 : La pachanga
- 1981 : Ángel del barrio
- 1981 : Ángela Morante, ¿crimen o suicidio?
- 1981 : ¡Pum!
- 1985 : Mexicano ¡Tú puedes!

### Comme scénariste
- 1962 : Les Trois Chapeaux claques, téléfilm de Jean-Pierre Marchand
- 1971 : Siempre hay una primera vez (segments Rosa et Isabel) de lui-même et Mauricio Walerstein
- 1971 : Para servir a usted
- 1972 : Trio y cuarteto de Sergio Véjar
- 1972 : Los cacos
- 1973 : Uno y medio contra el mundo
- 1973 : El profeta Mimi
- 1974 : El primer paso... de la mujer
- 1975 : Recodo de purgatorio
- 1975 : La China
- 1975 : El albañil
- 1977 : Maten al león
- 1979 : Los indolentes
- 1981 : Ángela Morante, ¿crimen o suicidio?
- 1981 : ¡Pum!
- 1986 : Mariana, Mariana d'Alberto Isaac

### Comme acteur
- 1973 : La justicia tiene doce años de Julián Pastor
- 1974 : El primer paso... de la mujer
- 1976 : Preferencias de Mario Luna

## Récompense
- 1988 : Ariel d'Argent posthume du Meilleur Scénario pour Mariana, Mariana, partagé avec Vicente Leñero